# Brad Jones
Bradley 'Brad' Jones (Perth, 19 de março de 1982) é um futebolista australiano que atua como goleiro. Atualmente joga no Al-Nassr.

## Carreira
Começou a jogar no Bayswater City, e se mudou para a Inglaterra pouco depois, para atuar no Middlesbrough. Sem chances em seus primeiros meses de Boro, Jones foi emprestado a outros clubes para ganhar experiência. Passou despercebido por Shelbourne (dois jogos), Stockport County (um jogo)e Rotherham United (não entrou em campo nenhuma vez) e passou com certo sucesso por Blackpool e Sheffield Wednesday. O grande momento de sua carreira foi a sua contratação no Liverpool, em agosto de 2010.
No dia 10 de abril de 2012 após expulsão de Doni, Brad Jones entrou com uma missão grande, defender o pênalti que o goleiro brasileiro cometeu. Ele defendeu o pênalti e o dedicou ao seu filho Luca, morto por conta de uma leucemia em novembro de 2011, apontando para o céu. Com essa expulsão, Doni não pôde jogar a partida das semifinais da FA Cup, contra o Everton, maior rival do seu clube, o Liverpool, e coube a Jones a missão de disputar essa partida no gol dos Reds, a partida terminou em vitória vermelha por 2-1, um gol de Luis Suárez e um de Andy Carroll aos 41 minutos da etapa final.

## Seleção Australiana
Dias antes do começo da Copa do Mundo de 2010, para a qual fora chamado, Jones deixou a seleção para se dedicar ao seu filho Luca, internado após posterior descoberta de Leucemia. A FIFA, excepcionalmente, autorizou a troca de Jones por Eugene Galeković - já que a entidade só permitia substituições entre os convocados finais se houvesse lesão. Após um ano de tratamento, seu filho morreu.

## Títulos
Middlesbrough
- Copa da Liga Inglesa: 2003–04

Blackpool
- Johnstone Paint Trophy: 2003–04

Liverpool
- Copa da Liga Inglesa: 2011–12

Feyenoord
- Eredivisie: 2016–17
- Copa dos Países Baixos: 2017–18
- Supercopa dos Países Baixos: 2017

Al-Nassr
- Campeonato Saudita: 2018–19